# Leo Van Raemdonck
Leo Alfons Van Raemdonck (Haasdonk, 25 maart 1912 – Bocholt, 31 december 1971) was een Belgisch volksvertegenwoordiger, senator en burgemeester.

## Levensloop
Van Raemdonck was leraar aan het Landbouwinstituut in Bocholt. Hij werd in 1947 provinciaal voorzitter van de Christelijke Mutualiteit. 
In 1958 werd hij verkozen tot gemeenteraadslid van Bocholt en werd er in 1965 burgemeester, een mandaat dat hij uitoefende tot aan zijn dood.
Van 1968 tot 1971 was hij parlementslid voor de CVP, als volgt: van april 1968 tot februari 1969 zetelde hij in de Senaat als provinciaal senator voor Limburg, van februari 1969 tot november 1971 was hij lid van de Kamer van volksvertegenwoordigers voor het arrondissement Tongeren-Maaseik en van november 1971 tot aan zijn dood een maand later was hij opnieuw provinciaal senator voor Limburg. In december 1971 had hij als gevolg van het toen bestaande dubbelmandaat ook enkele weken (tot aan zijn overlijden) zitting in de Cultuurraad voor de Nederlandse Cultuurgemeenschap, die op 7 december 1971 werd geïnstalleerd en de verre voorloper is van het Vlaams Parlement.